# Winchester College
Winchester College je soukromá škola, která se nachází v bývalém hlavním městě Anglie Winchesteru v hrabství Hampshire. Založil ji winchesterský biskup William Wykeham v roce 1382. Jedná se o nejstarší z původních devíti anglických soukromých škol schválených zákonem o soukromých školách z roku 1868, mezi něž patří také Eton, Harrow, Charterhouse a Shrewsbury.

## Pověst
Podle každoročně vydávaného „Průvodce dobrých škol“ (Good Schools Guide) má škola „pravděpodobně nejlepší tradice vzdělanosti ze všech škol ve Spojeném království“ a poskytuje „akademicky a společensky privilegované dětství, kterého si absolventi váží po celý život“. Kulturní časopis Tatler udělil Winchester College v roce 2010 cenu „Škola roku“.

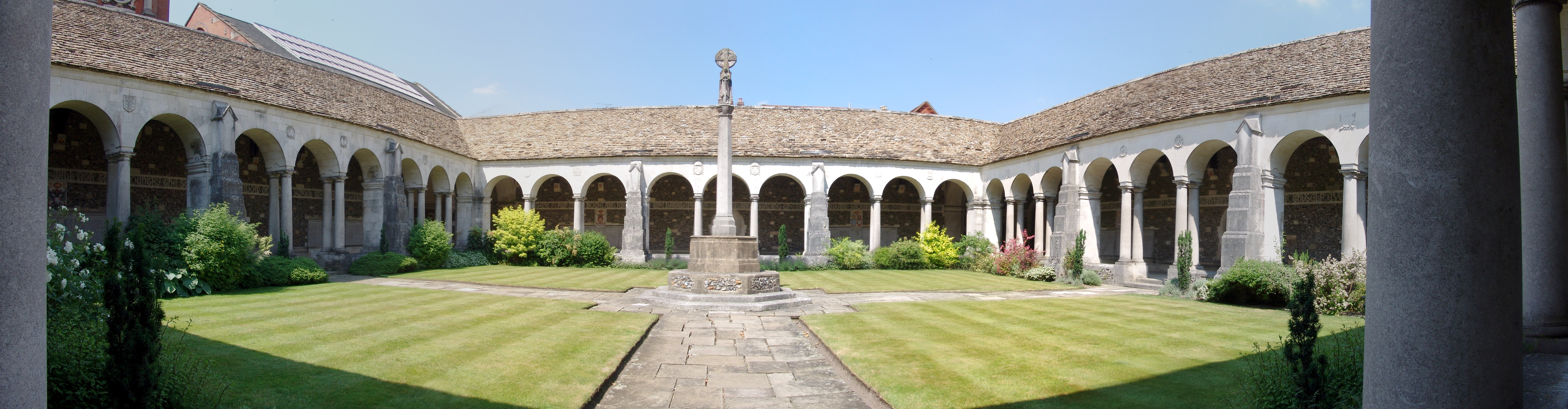
Památník absolventům padlým v obou světových válkách

## Historie
Škola byla založena v roce 1382 winchesterským biskupem Williamem Wykehamem. Prvních 70 chudých učenců vstoupilo do školy v roce 1394.
V polovině 19. století byla naplánována stavba čtyř kolejí (dokončeny však byly jen tři: A, B a C). Účelem bylo rozšíření počtu studentů o 100. Později byly dostavěny koleje D, E, G a H. Nyní existuje deset kolejí a celkový počet žáků přesahuje 700.

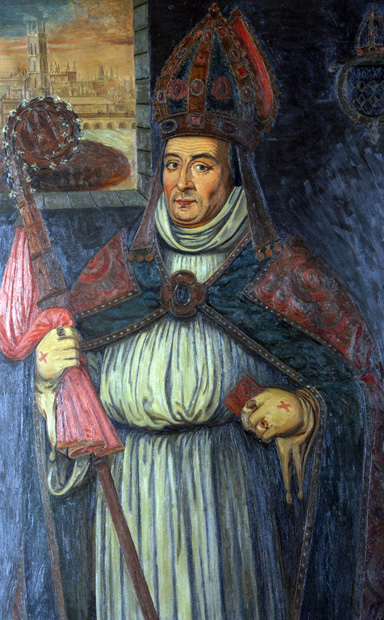
Winchesterský biskup William Waynflete

## Koleje
Každý student náleží k určité koleji, kterou reprezentuje ve sportovních soutěžích a v dalších aktivitách. Každá kolej má své oficiální jméno, obvykle příjmení prvního správce koleje, jež se používá hlavně jako poštovní adresa. Koleje mají také neformální jména, která jsou obvykle používána v hovorové řeči (často přezdívka současného správce koleje). Mají též přiřazené písmeno, jež značí pořadí jejich založení, a svoji vlastní sadu barev.
Koleje:
- Chernocke House;
- Moberly's House;
- Du Boulay's House;
- Fearon's House;
- Morshead's House;
- Hawkins's House;
- Sergeant's House;
- Bramston's House;
- Turner's House;
- Kingsgate House;

## Školné
Winchester má vlastní přijímací zkoušky a nepoužívá všeobecné srovnávací zkoušky. Po náročných zkouškách mohou úspěšní kandidáti získat podle své výkonnosti stipendium.
Školné:
- Roční – 31 350 liber
- Za trimestr – 10 450 liber
- Registrační poplatek – 500 liber
- Vstupní poplatek – 500 liber

## Mezinárodní spolupráce
Winchester College aktivně spolupracuje se zahraničními školami a nabízí jejich studentům tříměsíční až roční stipendia po vykonání výběrového řízení. Mezi české střední školy spolupracující s Winchester College patří Gymnázium Jana Keplera, PORG a Open Gate.